# Stymfaliderna

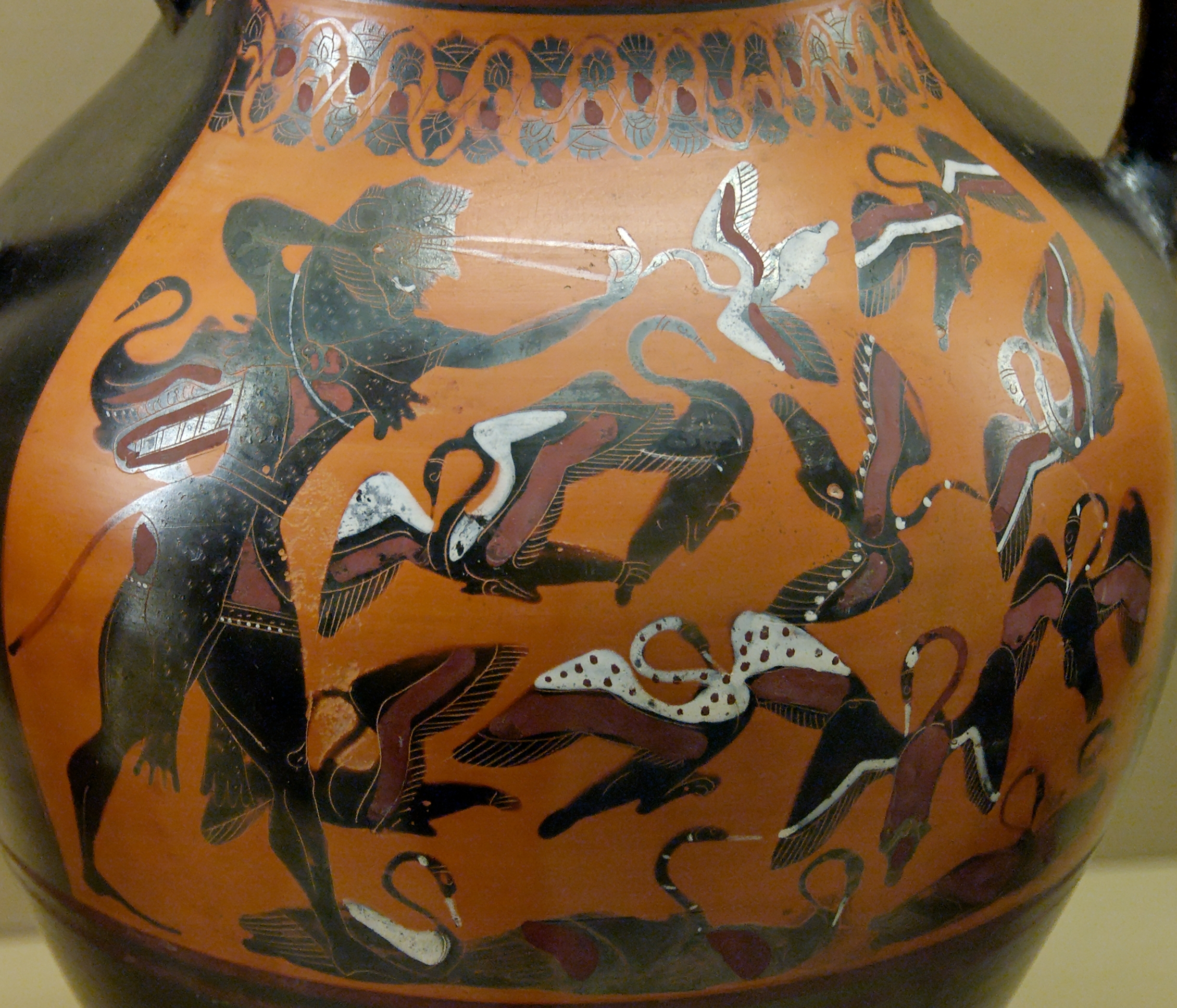
Herakles slåss mot Stymfaliderna

Stymfaliderna var i grekisk mytologi jättelika människoätande rovfåglar som fanns vid Stymfaliska sjön i Arkadien.
Stymfaliderna hade förökat sig i den mörka skogen vid sjön och blivit en riktig plåga för befolkningen eftersom de hade fjädrar av koppar vilka de kunde skjuta som pilar. Herakles dödade en del av dem och förjagade de övriga, vilket blev hans sjätte storverk.
Stymfalos är en stad i nordöstra Arkadien efter vilken stymfaliderna och Stymfaliska sjön uppkallats.